# Plouëc-du-Trieux
Plouëc-du-Trieux è un comune francese di 1 129 abitanti situato nel dipartimento delle Côtes-d'Armor nella regione della Bretagna.
Come si evince dal nome, il suo territorio è bagnato dal fiume Trieux.

## Società

### Evoluzione demografica
Abitanti censiti